# Fafe
Fafe ('faf(ɨ)) è un comune portoghese di 52 757 abitanti situato nel distretto di Braga.

## Società

### Evoluzione demografica
| Popolazione di Fafe (1801 – 2004) | Popolazione di Fafe (1801 – 2004) | Popolazione di Fafe (1801 – 2004) | Popolazione di Fafe (1801 – 2004) | Popolazione di Fafe (1801 – 2004) | Popolazione di Fafe (1801 – 2004) | Popolazione di Fafe (1801 – 2004) | Popolazione di Fafe (1801 – 2004) | Popolazione di Fafe (1801 – 2004) |
| --------------------------------- | --------------------------------- | --------------------------------- | --------------------------------- | --------------------------------- | --------------------------------- | --------------------------------- | --------------------------------- | --------------------------------- |
| 1801                              | 1849                              | 1900                              | 1930                              | 1960                              | 1981                              | 1991                              | 2001                              | 2004                              |
| 7 573                             | 13 416                            | 27 346                            | 32 959                            | 43 782                            | 45 828                            | 47 862                            | 52 757                            | 53 528                            |

## Suddivisioni amministrative
Dal 2013 il concelho (o município, nel senso di circoscrizione territoriale-amministrativa) di Fafe è suddiviso in 25 freguesias principali (letteralmente, parrocchie).

### Freguesias
1. Serafão: Agrela, Serafão
2. Freitas: Freitas, Vila Cova
3. Queimadela: Monte, Queimadela
4. Aboim: Aboim, Felgueiras, Gontim, Pedraído
5. Moreira do Rei: Moreira do Rei, Várzea Cova
6. Antime: Antime, Silvares (São Clemente)
7. Cepães: Cepães, Fareja
8. Seidões: Ardegão, Arnozela, Seidões
9. Arões (Santa Cristina)
10. Arões (São Romão)
11. Estorãos
12. Fafe
13. Fornelos
14. Golães
15. Medelo
16. Passos
17. Quinchães
18. Regadas
19. Revelhe
20. Ribeiros
21. São Gens
22. Travassós
23. Vinhós
24. Armil
25. Silvares (São Martinho)